# Maxim Berghianu
Maxim Berghianu (numele de familie original:  Berghian, n. 19 august 1925, Sighișoara – d. 30 ianuarie 2005, București), a fost un demnitar comunist român.
În anul 1945, Maxim Berghianu a devenit membru al Partidului Comunist din România.
A fost membru al CC al PMR, președinte al Comitetului de Stat al Planificării.
Maxim Berghianu a fost deputat în Marea Adunare Națională în sesiunile din perioada 1959 - 1989.
A fost membru al CC al PMR/PCR (1955-1989); ulterior a fost prim-secretar al regiunii Cluj (1964) și al județului Ilfov (1978), vicepreședinte al Consiliului de Miniștri (1965-1967), președinte al Consiliului de Stat al Planificării (1965-1972), ministru al Aprovizionării Tehnico-Materiale și Controlului Gospodăririi Fondurilor Fixe (1972-1978), ministru secretar de stat la Agricultură și Industria Alimentară (1979-1981), ministru al Muncii (1981-1990), ministru al turismului în guvernul Constantin Dăscălescu (28 martie 1985 - 22 decembrie 1989).
A fost căsătorit cu actrița Silvia Popovici (1933-1993).

## Cărți
- Râul lui Heraclit, poeme, Ed. Demiurg, 1995
- Univers incert, poeme, Ed. Universal Dalsi, 2000
- Pietrele lui Solomon, poeme, Ed. AAP, 2003

## Distincții
- Medalia „A cincea aniversare a Republicii Populare Române” (24 decembrie 1952) „pentru lupta și munca duse în vederea făuririi, consolidării și prosperării Republicii Populare Române”[2]
- Ordinul „Steaua Republicii Populare Romîne” clasa a IV-a (21 august 1954) „pentru merite deosebite pe tărîmul construcției de stat, economice, sociale și culturale, cu ocazia celei de a zecea aniversări a eliberării patriei noastre”[3]
- Ordinul Muncii clasa a III-a (30 decembrie 1957) „cu ocazia celei de a zecea aniversări a proclamării Republicii Populare Romîne și pentru merite deosebite în îndeplinirea sarcinilor date de Partidul Muncitoresc Romîn, pentru merite deosebite pe tărîmul construcției de stat, economice, sociale, culturale și obștești”[4]
- Ordinul „23 August” clasa a IV-a (12 august 1959) „pentru merite deosebite în opera de construire a socialismului”[5]
- Medalia „40 de ani de la înființarea Partidului Comunist din Romînia” (6 mai 1961) „pentru merite în activitatea de partid și întărirea regimului democrat-popular”[6]
- Ordinul Muncii clasa I (18 august 1964) „pentru merite deosebite în opera de construire a socialismului, cu prilejul celei de a XX-a aniversări a eliberării patriei”[7]
- Ordinul „Tudor Vladimirescu” clasa a II-a (30 aprilie 1966) „cu prilejul celei de-a 45-a aniversări de la înființarea Partidului Partidului Comunist din România, pentru merite deosebite în opera de construire a socialismului”[8]
- Medalia „A XXV-a Aniversare a Eliberării Patriei” (4 august 1969) „pentru merite deosebite în lupta împotriva fascismului, în eliberarea țării, în războiul antihitlerist, în instaurarea puterii democrat-populare și construirea socialismului în Republica Socialistă România, cu prilejul celei de-a XXV-a aniversări a eliberării patriei”[9]
- titlul de Erou al Muncii Socialiste și medalia de aur „Secera și ciocanul” (4 mai 1971) „cu prilejul aniversării a 50 de ani de la constituirea Partidului Comunist Român, [...] pentru merite deosebite în opera de construire a socialismului”[10]
- Medalia „25 de ani de la proclamarea Republicii” (26 decembrie 1972) „pentru merite deosebite în opera de construire a socialismului, cu prilejul aniversării a 25 de ani de la proclamarea Republicii”[11]
- Ordinul „Apărarea Patriei” clasa a II-a (7 mai 1981) „pentru rezultatele obținute în îndeplinirea cincinalului 1976–1980, pentru contribuția deosebită adusă la înfăptuirea politicii Partidului Comunist Român de făurire a societății socialiste multilateral dezvoltate în patria noastră, cu prilejul aniversării a 60 de ani de la făurirea Partidului Comunist Român”[12]